# De Leve
Ramon Moreno de Freitas e Silva, mais conhecido pela alcunha de De Leve, é um rapper do estado do Rio de Janeiro, do município de Niterói. É comumente lembrado por suas rimas de tom debochado e críticas à mídia e aos profissionais do hip-hop brasileiro, além de suas misturas de rap com vários outros estilos de música. Foi membro do extinto grupo Quinto Andar e além de sua carreira solo, é vocalista da Banda Leme. Seu último trabalho foi o EP "Estalactite", lançado virtualmente por De Leve no Youtube e no Soundcloud.
Na atualidade, De Leve tem participado de alguns projetos novos. Sendo que em 2014 gravou uma música com o grupo Costa Gold intitulada "Nego Tu Sabe?". Em 2016, participou da coletânea Brasiliense "Beat Peso & Papo Reto", mais precisamente na música "Espírito Pirata".

## Biografia
Formalmente, sua carreira como rapper começa em 2000, quando de sua participação na coletânea "Zoeira Hip Hop", idealizada por Elza Cohen, que também promovia uma festa de mesmo nome, realizada no bairro da Lapa. Também neste ano, De Leve funda, juntamente com os conterrâneos MC Marechal e DJ Castro, o grupo Quinto Andar. O coletivo ganhou notoriedade pelo underground nacional principalmente pelas rimas inusitadas e pela velocidade no falar dos rappers. O videoclipe da música "Eu Rimo Na Direita/Som Pra Pista" era constantemente exibido no programa "Yo!" da MTV Brasil.
Em 2001, são lançadas as primeiras gravações solo de De Leve. Elas foram colocadas em um EP intitulado "Introduzindo De Leve" e teve como colaborados os parceiros de Quinto Andar. O EP é um dos primeiros trabalhos musicais a serem disponibilizados virtualmente e alcançarem uma boa visibilidade midiática. A distribuição do conteúdo foi feita por meio do programa de compartilhamento Napster.
Dois anos depois, é lançado o primeiro álbum do rapper, intitulado "O Estilo Foda-se". O disco alcançou uma boa repercussão na mídia e também foi amplamente divulgado na internet, mesmo sendo distribuído pela major Sony Music. O próprio artista, na abertura do cd, incentiva o download ilegal do trabalho ao dizer "Pode baixar, é da internet". Irônico, desde o título, o álbum, em sua maioria, ataca os estereótipos e vícios de mercado promovidos pelos meios de comunicação. Com o disco, De Leve passa a figurar entre as promessas do cenário musical do país, após contabilizar aparições em cadernos culturais e ser uma das poucas atrações nacionais da primeira edição do Tim Festival. Sua apresentação no festival foi considerada "chocante" pelo público de São Paulo, não acostumado ao trabalho do rapper. Contudo, a propagação de seu trabalho por meio da televisão é fraca, limitando-se a apresentar-se uma única vez no programa Altas Horas, da Rede Globo. Posteriormente, o álbum foi relançado com uma edição que englobava também o primeiro EP do rapper.
Em 2005, De Leve rompe com a gravadora, principalmente por desentendimentos relativos ao fato das faixas do último álbum terem sido distribuidas livremente na internet. Também neste ano, o grupo Quinto Andar lança um álbum pelo revista Outracoisa e, após, acaba se desfazendo.
Um ano depois, o rapper lança seu último CD, intitulado "Manifesto 1/2 171". O título é uma provocação à grife do rapper Marcelo D2, chamada "Manifesto 33 1/2" (D2, que já havia sido duramente criticado pelo ex-integrante do Planet Hemp, BNegão, tinha sua imagem exibida em alta rotação no mainstream e provocou opiniões diversas). O álbum foi lançado juntamente com o novo sitio pessoal do rapper e teve todas as faixas liberadas para download grátis. Além disso, o rapper disponibilizou as faixas com canais separados, via Creative Commons, a exemplo da banda pernambucana Mombojó. Em menos de dois meses, nove mil pessoas já haviam feito download do álbum.

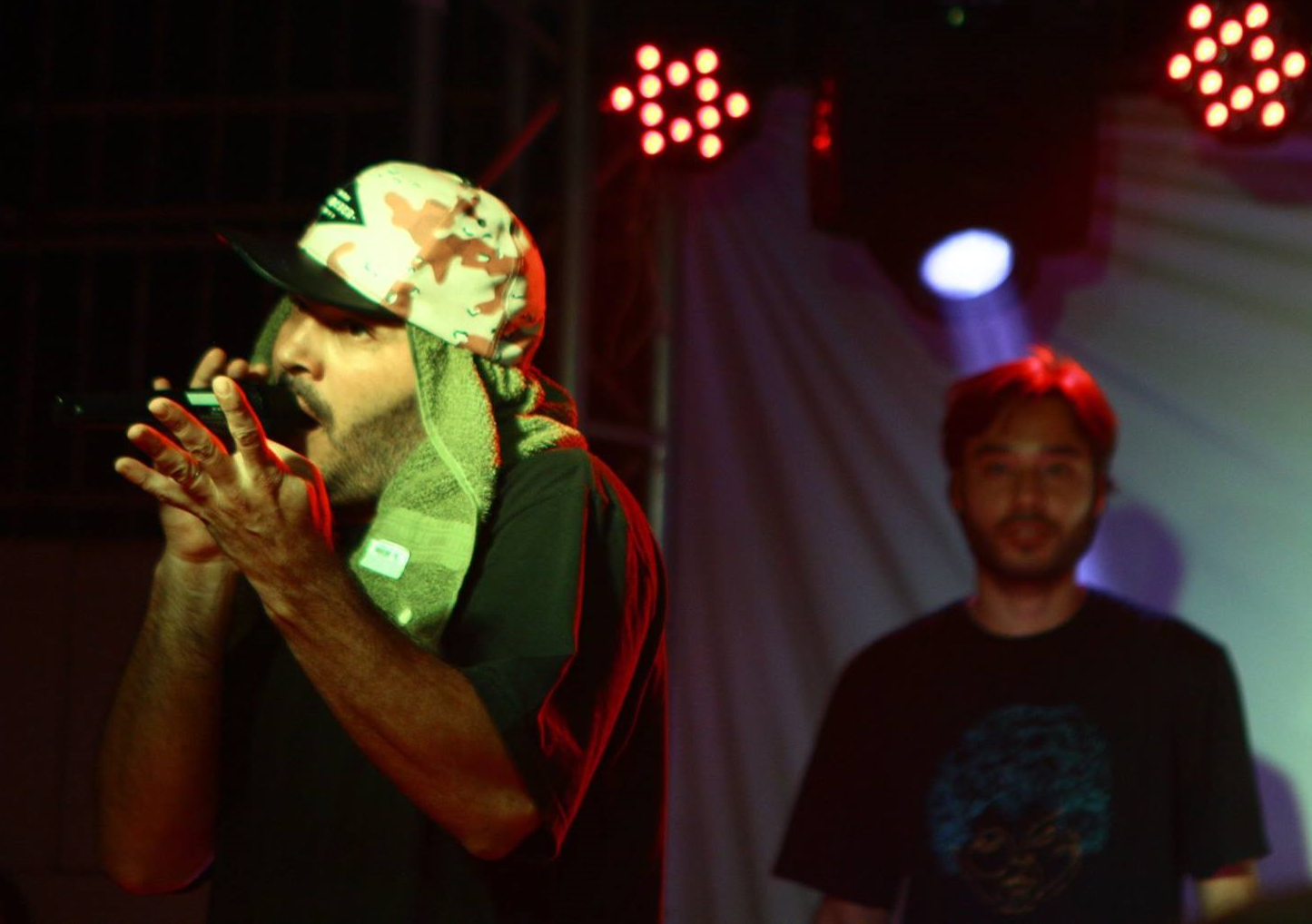
De Leve com o Emtee Beats.

Em 22 de janeiro de 2009, na segunda edição do Campus Party Brasil (que ocorreu no Centro de Exposições Imigrantes em São Paulo) a banda De Leve teve que interromper sua apresentação e se retirar as pressas após o público se revoltar com o refrão da música "Diploma" ("Pega o diploma e limpa sua bunda"), versão contestada pelo próprio em seu blog.
Em Dezembro de 2010, faz uma participação no programa "Comédia MTV", cantando a música "Rap Da Realidade", com Rafael Queiroga. 
Em 2013, após algum tempo longe da cena Hip Hop por questões pessoais, De Leve planeja retorno aos  palcos e trabalho inédito. .
Em 2016, tocou no festival "Bang em Festa" em Brasília, DF juntamente com seu parceiro musical Tigrão Big Tiger e o beatmaker Emtee Beats..

## Discografia

### Álbuns
- Estilo Foda-se (2003)
- Manifesto ½ 171 (2006)
- De Love (2009)
- Estalactite (2014)
- Poesia Rústica Mixtape Vol. (2021)

### EP's
- Introduzindo De Leve (2001)

### Participações
| Ano  | Single                  | Artista         | Produção      |
| ---- | ----------------------- | --------------- | ------------- |
| 2009 | UTI                     | Speedfreaks     | Speed         |
| 2014 | Las Chicas              | Veiga & Salazar | Veiga         |
| 2014 | Nego Tu Sabe?           | Costa Gold      | WC Beats      |
| 2015 | Diário de uma Bicicleta | Lucas Santanna  |               |
| 2016 | Espírito Pirata         | Emtee & Zigoto  | Emtee         |
| 2018 | Flow Madlib             | Daniel Shadow   | Mestre Xim    |
| 2018 | Sujo Mermo              | Ber Cartel      | MT BeatDealer |